# Třída Sórjú (2007)
Třída Sórjú je třída diesel-elektrických ponorek Japonských námořních sil sebeobrany. Celkem bylo postaveno 12 jednotek této třídy. Do služby byly přijaty v letech 2009–2021. Jsou to největší japonské ponorky postavené od skončení druhé světové války. Zároveň jsou největšími konvenčními ponorkami na světě. Sórjú je první japonská ponorka, kterou pohánějí Stirlingovy motory. V pořadí 11. jednotka Orjú (SS-511) je první ponorkou vybavenou Li-Ion akumulátory na světě a její sesterská loď Tórjú (SS-512) je druhou ponorkou na světě  s těmito akumulátory.

## Stavba

Ilustrace třídy Sórjú

Stavba této třídy ponorek byla zadána loděnicím Mitsubishi Heavy Industries a Kawasaki Shipbuilding Corporation. Celkem bylo objednáno 10 ponorek této třídy. Později byl jejich plánovaný počet zvýšen na 12. Obě loděnice postavily po šesti jednotkách.
Kýl první jednotky Sórjú byl založen v březnu 2005, v prosinci 2007 byl její trup spuštěn na vodu a v březnu 2009 ponorka vstoupila do aktivní služby. Stavba druhé jednotky Unrjú začala v březnu 2006, v říjnu 2008 byla spuštěna na vodu a v březnu 2010 dokončena. Hakurjú byla dokončena v březnu 2011, Kenrjú v březnu 2012 a Zuirjú v roce 2013. Jako poslední byla do služby roku 2021 přijata ponorka Tórjú.
Jednotky třídy Sórjú:
| Jméno            | Založení kýlu      | Spuštěna          | Vstup do služby | Status  |
| ---------------- | ------------------ | ----------------- | --------------- | ------- |
| Sórjú (SS-501)   | 31. března 2005    | 5. prosince 2007  | 30. března 2009 | aktivní |
| Unrjú (SS-502)   | 31. března 2006    | 15. října 2008    | 25. března 2010 | aktivní |
| Hakurjú (SS-503) | 6. února 2007      | 16. října 2009    | 14. března 2011 | aktivní |
| Kenrjú (SS-504)  | 31. března 2008    | 15. prosince 2010 | 16. března 2012 | aktivní |
| Zuirjú (SS-505)  | 16. března 2009    | 20. října 2011    | 6. března 2013  | aktivní |
| Kokurjú (SS-506) | 21. ledna 2011     | 31. října 2013    | 9. března 2015  | aktivní |
| Džinrjú (SS-507) | 14. února 2012     | 8. října 2014     | 7. března 2016  | aktivní |
| Sekirjú (SS-508) | 15. března 2013    | 2. listopadu 2015 | 13. března 2017 | aktivní |
| Seirjú (SS-509)  | 22. října 2013     | 12. října 2016    | 12. března 2018 | aktivní |
| Šórjú (SS-510)   | 28. leden 2015     | 6. listopadu 2017 | 18. března 2019 | aktivní |
| Órjú (SS-511)    | 16. listopadu 2015 | 4. října 2018     | 5. března 2020  | aktivní |
| Tórjú (SS-512)   | 27. leden 2017     | 6. listopadu 2019 | 24. března 2021 | aktivní |

## Konstrukce

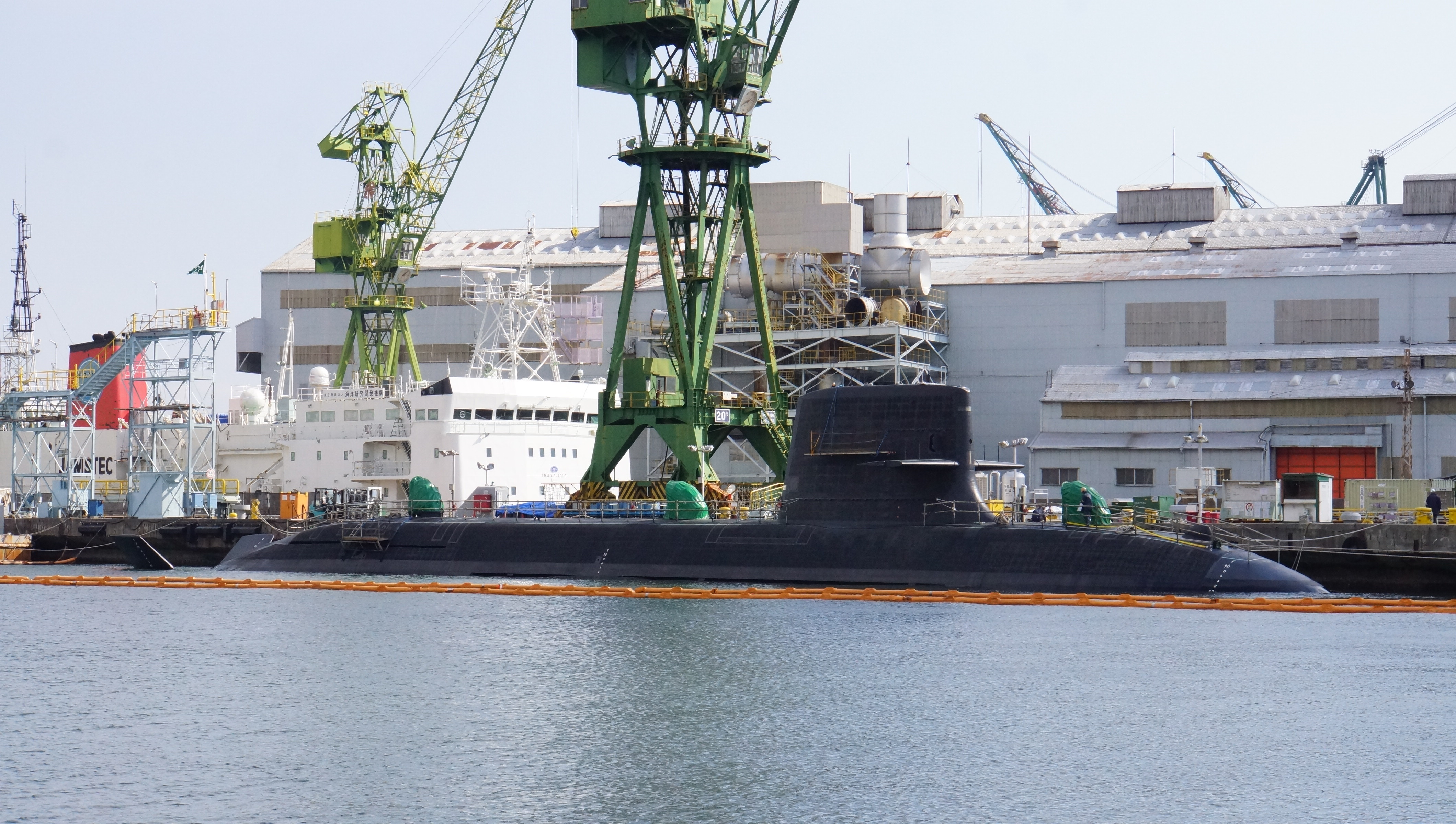
Kokurjú (SS-506)

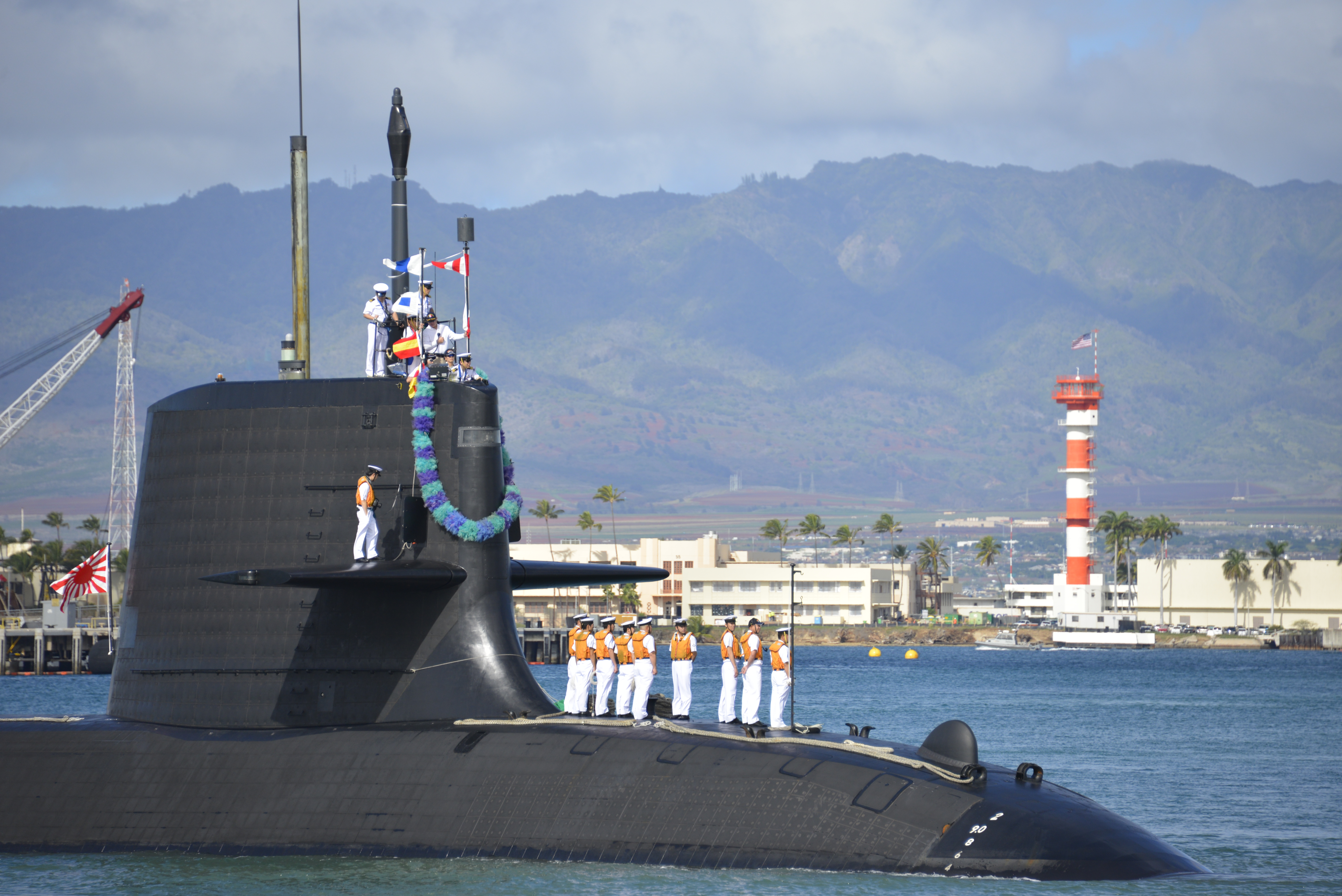
Detail přídě ponorky Hakurjú

Jedná se o vylepšenou verzi ponorek třídy Ojašio s o pětinu větším výtlakem. Odlišit je lze například podle kormidel uspořádaných ve tvaru X. Ta zlepšují jejich manévrovací schopnosti a umožňují operace v mělčích vodách. Trup ponorek tvoří vysokopevnostní ocel HY 80 a v jeho konstrukci jsou uplatněny prvky technologií stealth (materiál tlumící akustické odrazy trupu, tichý pohon bez vibrací či odhlučnění interiéru ponorky). Výzbroj tvoří šest 533mm torpédometů HU-606, ze kterých jsou odpalována torpéda typu 89 či protilodní střely UGM-84 Harpoon. Radar je typu JRC ZPS-6F a sonar typu Oki ZQQ-7.
Pohonný systém je diesel-elektrické koncepce. Dvojice dieselů typu Kawasaki 12V 25/25SB slouží pro plavbu na hladině. Pod hladinou přitom ponorka využívá pohonný systém nezávislý na přístupu vzduchu. Tvoří ho čtyři Stirlingovy motory Kawasaki-Kockums V4-275R. Díky nim se ponorka pod hladinou může pohybovat velice tiše po dobu několika týdnů bez potřeby vynoření (ponorky s akumulátory vydrží maximálně několik dnů). Lodní šroub je jeden. Dosah činí 6100 námořních mil při 6,5 uzlech. Ponorky dosahují rychlosti 13 uzlů při plavbě na hladině a 20 uzlů pod hladinou.

### Modifikace
Poslední dvě jednotky byly jako první ponorky světa vybaveny Li-Ion akumulátory. Ty nahradily jak klasické olověné akumulátory, tak pomocný pohon nezávislý na přístupu vzduchu se Stirlingovými motory.

## Export
Třída Sórjú se účastnila tendru na výběr náhrady za australské ponorky třídy Collins v programu australského námořnictva SEA 1000. Byla však poražena projektem francouzské loděnice DCNS.